# ولادیمیر فوک
ولادیمیر فوک (روسی: Влади́мир Алекса́ндрович Фoк؛ ۲۲ دسامبر ۱۸۹۸ – ۲۷ دسامبر ۱۹۷۴) یک فیزیک‌دان و ریاضی‌دان اهل اتحاد جماهیر شوروی سوسیالیستی بود.
وی همچنین برنده جوایزی همچون درجه لنین شده است.